# Église Saint-Nicolas de Velika Hoča
Pour les articles homonymes, voir Église Saint-Nicolas.
L'église Saint-Nicolas de Velika Hoča (en serbe cyrillique : Црква светог Николе у Великој Хочи ; en serbe latin : Crkva svetog Nikole u Velikoj Hoči) est une église orthodoxe serbe située à Velika Hoča/Hoca i Madhe près de Rahovec/Orahovac, au Kosovo. Construite en 1345, elle dépend de l'éparchie de Ras-Prizren et est inscrite sur la liste des monuments culturels d'importance exceptionnelle de la république de Serbie.

## Histoire
L'église Saint-Nicolas est située dans le cimetière qui domine Velika Hoča/Hoca i Madhe. Elle a été construite et peinte en 1345, quand la religieuse Marta, la mère du seigneur Gradislav Sušenica, y a été enterrée. Selon toute vraisemblance, l'église a été fondée par les parents de Gradislav.

## Architecture
L'église Saint-Nicolas est constituée d'une nef unique voûtée en berceau et prolongée d'une abside demi-circulaire ; le mur qui séparait la nef du narthex a été démoli.

## Fresques
Seul le mur ouest a conservé une partie de ses fresques d'origine, datées de l'époque de l'empereur Dušan ; le donateur de ces peintures est sans doute Gradislav Sušenica en personne. Elles représentent des scènes de la vie de Saint-Nicolas, ainsi qu'une composition avec Saint Sava et Saint Siméon Nemanja ; une icône de la Vierge à l'Enfant date de la même période. Après la restauration de l'église au XVIe siècle, l'église a été repeinte. Parmi ces nouvelles fresques, on trouve des portraits de saints en pied et d'autres en buste dans des médaillons, des scènes des grandes fêtes liturgiques, de la Passion du Christ et du martyre de Saint-Nicolas. Dans le narthex se trouvent une représentation de la Mère de Dieu Akathistos, des miracles et des paraboles du Christ et un Jugement dernier. Les fresques ont été restaurées entre 1970 et 1975.